# Dante's Peak
Dante's Peak är en amerikansk action- och katastroffilm från 1997. I de bärande rollerna märks Pierce Brosnan och Linda Hamilton.

## Handling
När vulkanologen Harry Dalton (Pierce Brosnan) kommer till den utslocknade vulkanen Dante's Peak märker han att något är på gång, men i den lilla staden nedanför berget vill man inte höra talas om några varningar. Harry hade dessutom flera år tidigare utfärdat en vulkanvarning när inget vulkanutbrott skedde, vilket åsamkade stora finansiella förluster för ett samhälle. Borgmästaren Rachel Wando (Linda Hamilton) försöker dock övertala kommunstyrelsen att det finns viktigare saker än turism. 

## Om filmen
Dante's Peak regisserades av Roger Donaldson.

## Rollista (i urval)
| Pierce Brosnan    | – Harry Dalton             |
| Linda Hamilton    | – Borgmästare Rachel Wando |
| Jamie Renée Smith | – Lauren Wando             |
| Jeremy Foley      | – Graham Wando             |
| Elizabeth Hoffman | – Svärmor Ruth             |
| Charles Hallahan  | – Dr. Paul Dreyfus         |
| Lee Garlington    | – Dr. Jane Fox             |